# 1991-es ukrajnai függetlenségi népszavazás
Az ukrajnai függetlenségi népszavazásra 1991. december 1-jén került sor. A népszavazáson egy kérdést tettek fel, ami a következő volt: „Támogatja-e Ukrajna függetlenségi törvényét?”. A népszavazást az ukrán parlament kezdeményezte, hogy megerősítse a már augusztus 24-én elfogadott függetlenségi törvényt.
Ukrajna polgárai elsöprő többséggel támogatták a függetlenséget. A népszavazáson a jegyzékbe felvettek 84,18%-a (31 891 742 fő) szavazott, s a szavazatoknak 90,32%-a (28 804 071 szavazat) igen volt.
Ugyanezen a napon tartották az ukrajnai elnökválasztást, amit Leonyid Kravcsuk a parlamenti házelnök nyert meg.

## A népszavazás eredménye régiók szerint
A függetlenségi törvényt Ukrajna mind a 27 közigazgatási egységében, 24 területen, 1 autonóm köztársaságban és 2 speciális jogállású városában támogatták.
| Területek                 | „Igen” szavazatok % |
| ------------------------- | ------------------- |
| Krími Autonóm Köztársaság | 54,19               |
| Cserkaszi terület         | 96,03               |
| Csernyihivi terület       | 93,74               |
| Csernyivci terület        | 92,78               |
| Dnyipropetrovszki terület | 90,86               |
| Donecki terület           | 76,85               |
| Ivano-Frankivszki terület | 95,81               |
| Harkiv terület            | 75,83               |
| Kerszoni terület          | 90,13               |
| Hhmelnickji terület       | 96,3                |
| Kijevi terület            | 95,52               |
| Kirovohradi terület       | 93,88               |
| Luhanszki terület         | 83,86               |
| Lvivi terület             | 97,46               |
| Mikolajivi terület        | 89,45               |
| Odeszai terület           | 85,38               |
| Poltavai terület          | 94,93               |
| Rivnei terület            | 95,96               |
| Szumi terület             | 92,61               |
| Ternopili terület         | 98,67               |
| Vinnicjai terület         | 95,43               |
| Volinyi terület           | 96,32               |
| Kárpátontúli terület      | 92,59               |
| Zaporizzsjai terület      | 80,74               |
| Zsitomiri terület         | 95,06               |
| Kijev város               | 92,87               |
| Szevasztopol város        | 57,07               |